# Wirksamkeit (Recht)
Die Frage nach der Wirksamkeit stellt sich für jede Maßnahme, die darauf gerichtet ist, Rechtsfolgen auszulösen (Rechtswirksamkeit).
Sie betrifft privatrechtliche rechtsgeschäftliche Willenserklärungen (insbesondere bei Abschluss oder Änderung von Verträgen und rechtsgestaltenden Handlungen, etwa Mahnungen und Kündigungen); ferner, im öffentlichen Recht, normsetzende Akte (Gesetze, Verordnungen und Satzungen) und Einzelakte (Verwaltungsakte, insbesondere behördliche Genehmigungen oder Untersagungsverfügungen).
Die Wirksamkeit hängt je nach Art des Rechtsakts von bestimmten formellen und materiellen Voraussetzungen ab. Fehlen diese Voraussetzungen, insbesondere die erforderlichen Ermächtigungen, ist der Rechtsakt unwirksam.

## Wirksamkeit von Rechtsnormen
Eine Rechtsnorm ist wirksam, wenn die verlässliche Chance besteht, dass sie das vorgeschriebene Verhalten tatsächlich bewirkt – erforderlichenfalls durch staatlichen Zwang durchgesetzt. Dies ist eine Bedingung der Rechtsgeltung. Geht diese Durchsetzungschance zum Beispiel durch eine Revolution verloren, so verliert die Rechtsnorm damit ihre Geltung und tritt „außer Kraft“. Die bloße Durchsetzungschance, wie sie auch die Lagerordnung eines Konzentrationslagers haben kann, begründet aber nur ein bedingtes Müssen: Man muss gehorchen, wenn man die sonst drohende Sanktion vermeiden will. Um auch den Geltungsanspruch einer Rechtsnorm zu begründen, bedarf es auch einer normativen Legitimation.

## Staatliche Rechtsgewährleistung
Die Forderung nach einer staatlich gewährleisteten Ordnung des Zusammenlebens wurde vor dem geschichtlichen Hintergrund der europäischen Bürgerkriege der frühen Neuzeit erhoben. Seit Jean Bodin und Thomas Hobbes gilt es als Merkmal des neuzeitlichen Staates, dass das Zusammenleben in einer staatlichen Gemeinschaft einer zentralen rechtlichen Regelungsmacht unterliegen und durch diese gewährleistet sein muss, damit die Menschen dort in Frieden und Sicherheit leben können. Dabei bleibt aber unbestritten, dass die Ordnungsgewalt allein nicht genügt, um auch die Legitimität, d. h. den Geltungsanspruch, rechtlicher Normen zu begründen; denn auch das „ungerechte Recht“ einer menschenverachtenden Diktatur kann eine ordnungsstiftende Funktion haben.
Staaten als rechtlich organisierte Macht- und Wirkungsgefüge, die einer Rechtsordnung gesicherte Wirksamkeit verleihen können, haben sich auf einem langen Wege herausgebildet. Die Völkergemeinschaft befindet sich noch heute auf dem Weg zu einer durchorganisierten Rechtsgemeinschaft. Doch, weil Ordnungsgewalt allein nicht auch Gerechtigkeit verbürgt, ist es „höchst fraglich, ob sie ihn zu Ende gehen sollte, mit all den Risiken, die eine solche Machtkonsolidierung mit sich brächte“.

### Das Ineinandergreifen staatlicher Rechtsgewährleistungen
Staatlich gewährleistetes Recht unterscheidet sich von anderen (etwa moralischen) Verhaltensregeln dadurch, dass es in Verfahren durchsetzbar ist, die rechtlich geregelt sind. Zum Beispiel finden sich Normen, die der Gewährleistung der Zahlungspflicht aus einem Kaufvertrag dienen, in einer Zivilprozessordnung. Diese enthält auch Vorschriften über das Gerichtsverfahren, in dem die Zahlungspflicht des Schuldners durchgesetzt werden kann. Auch die Pflichten, die in diesem Gerichtsverfahren für den Richter selbst gelten (z. B. das Verbot der Rechtsbeugung), stehen ihrerseits unter Rechtsgewährleistungen etwa des Straf- und des Disziplinarrechts. Und es gibt Normen, die auch diese Gewährleistungen wiederum gewährleisten. Auf diese Weise greifen Rechtsgewährleistungen verschiedener Stufen ineinander und eine staatliche Rechtsordnung stellt sich als ein vernetztes Regelungssystem dar, dessen Elemente aneinander Halt finden.

### Formen staatlicher Rechtsgewährleistung
Die Erfüllung etwa einer Zahlungspflicht kann auf gerichtlichem Wege – durch Klage, Urteil und Zwangsvollstreckung – geradewegs erzwungen werden. Hat aber ein unvorsichtiger Autofahrer jemanden überfahren, dann ist es zu spät, ihn für diesen Fall zur Erfüllung seiner Sorgfaltspflicht zu zwingen. Hier kann nur noch eine Strafe eingreifen und den Fahrer motivieren, künftig vorsichtig zu fahren, oder ihn durch Entzug des Führerscheins daran hindern, unvorsichtig autozufahren (Spezialprävention). Eine sichtbar verhängte Strafe kann auch andere Verkehrsteilnehmer zur Vorsicht im Straßenverkehr anhalten (Generalprävention). Wenn Rechtsakte gegen Rechtsvorschriften verstoßen, kann deren Einhaltung auch dadurch gewährleistet werden, dass die rechtswidrigen Akte durch Normenkontrolle oder im Einzelfall auf ein Rechtsmittel hin für ungültig erklärt oder aufgehoben werden.

## „Äußere“ und „innere“ Wirksamkeit von Rechtsakten
Die Aussage „Ein Rechtsakt ist wirksam“ kann unterschiedliche Bedeutung besitzen. Äußere Wirksamkeit heißt, dass er rechtlich „vorhanden“ ist und z. B. mit Rechtsmitteln angegriffen werden oder aus anderen Gründen seine Geltung verlieren kann. Innere Wirksamkeit bedeutet, dass seine Rechtsfolgen von denjenigen, an die er gerichtet ist, unmittelbar und sofort zu beachten sind. Verbietet z. B. eine Behörde, eine Industrieanlage über eine Frist von sechs Monaten hinaus noch so zu betreiben, dass im Abgas der Anlage mehr als 50 mg/m³ Gesamtkohlenstoff enthalten sind, so tritt die äußere Wirksamkeit des Verbotes ein, sobald die Behörde es dem Betreiber mitgeteilt hat. Ab diesem Zeitpunkt ist das Verbot rechtlich existent und kann angegriffen werden. Die innere Wirksamkeit – also die Pflicht, das Verbot zu befolgen – tritt dagegen erst mit Ablauf der Sechs-Monats-Frist ein.